# کروگلایا شیشکا
کروگلایا شیشکا (به ارمنی: Կրուգլայա շիշկա) یک روستا در ارمنستان است که در استان لوری واقع شده‌است.  در  کیلومتری شمال وانادزور، مرکز استان لوری واقع شده است.

## خصوصیات
کروگلایا شیشکا  ۱۱۹ نفر 
جمعیت دارد و در ارتفاع  متر بالاتر از سطح دریا قرار گرفته است.